# 蔡明昊
蔡明昊（1964年3月29日—），是一名知名美国华裔廚師。他曾在美食频道的铁人料理节目中挑战并打败美国名厨巴比·福雷。

## 早年生活及教育
蔡明昊于1964年3月29日出生于美国加利福尼亚州新港滩。父亲蔡維倫（Stephen Wei-Lun Tsai）是美國史丹佛大學工學院榮譽退休教授，母亲李朴虹（Iris Lee）是餐馆经营者。他是家中老幺，有一名哥哥。祖父蔡一谔曾担任台湾政府农复会会计长及台湾东海大学董事长，同時也是音樂家李抱忱的外孙，萝伦·蔡的叔父。
蔡明昊在俄亥俄州代顿长大，就读于迈阿密谷学校。后转到马萨诸塞州的菲利普斯学院读预科。后在耶鲁大学攻读机械工程，在大学二年级和三年级的暑假，他前往法国就读于巴黎蓝带厨艺学校。他于1986年毕业取得工学学士学位，1989年自康奈尔大学取得酒店管理学与市场营销的硕士学位。
蔡明昊会讲英语、华语、法语和西班牙语。

## 个人生活
蔡明昊的妻子波莉·托尔伯特（Polly Talbott）是美国壁球运动员马克·托尔伯特的姐姐。蔡明昊与妻子波莉于1996年4月结婚，育有两名儿子大卫·蔡（David Tsai）和亨利·蔡（Henry Tsai）。